# Asa-de-sabre-de-santa-marta
A asa-de-sabre-de-santa-marta  (Campylopterus phainopeplus) é uma espécie de ave da família Trochilidae (beija-flores).
Apenas pode ser encontrada na Colômbia.
Os seus habitats naturais são: regiões subtropicais ou tropicais húmidas de alta altitude, campos de altitude subtropicais ou tropicais e plantações.
Está ameaçada por perda de habitat.